# Vouillé (Vienne)
Vouillé – miejscowość i gmina we Francji, w regionie Nowa Akwitania, w departamencie Vienne.
Według danych na rok 1990 gminę zamieszkiwały 2574 osoby, a gęstość zaludnienia wynosiła 76 osób/km² (wśród 1467 gmin regionu Poitou-Charentes Vouillé plasuje się na 98. miejscu pod względem liczby ludności, natomiast pod względem powierzchni na miejscu 125.).